# マージョリー・ライス

ライスが発見した4つの型

マージョリー・ルース・ライス（英: Marjorie Ruth Rice、1923年2月16日 - 2017年7月2日）は、アメリカ合衆国のアマチュア数学者。五角形のタイル張りにおける新たな型の発見で知られる。

## 経歴
1923年2月16日、フロリダ州セントピーターズバーグで生まれる。
カリフォルニア州サンディエゴで育ち、1945年にギルバート・ライスと結婚する。その後、6人の子供に恵まれるが1人は夭逝し、5人の子供の母親となった。
ライスは、『サイエンティフィック・アメリカン』に毎月掲載されていたマーティン・ガードナーの長期連載コラム「数学ゲーム」に熱中した。ライスは後に、「雑誌を購読していた息子が受け取る前に、急いで郵便物から各号を取りに行った」と語っている。
1975年、ライスは7月のコラム「凸五角形によるタイル張りについて」を読んだ。このコラムでは、どのような種類の凸五角形が重なりや隙間なしに平面を敷き詰めることができるのかについて紹介されていた。ガードナーはその中で、「凸五角形によるタイル張りの問題は、リチャード・ブランドン・カーシュナーが1967年に未発見の3つの型を発見したことで、解決した」と述べた。しかし、コラム掲載から1ヶ月も経たないうちに、読者の一人であるリチャード・ジェームズ3世が新たな型を発見し、このことは同年12月のコラムに掲載された。

### 新たな型の発見
新たな型の発見に触発され、ライスはさらなる型の発見を試みるようになった。ライスは高校までの教育しか受けていなかったが芸術に強い関心を持っており、結婚前に商業デザインの通信教育を受けるほどであった。ライスは五角形のタイル張りの問題に寸暇を惜しんで取り組み、五角形の辺と角度の関係や制約を表現するために、独自の表記法を考案した。ライスの研究は誰もいない台所のテーブルで密かに進められ、家族や友人には一切明かされなかった。
1976年2月までに、ライスは新たな五角形の型とその形状のバリエーションを発見した。ライスは自らの成果を独自の表記法を用いてまとめあげ、ガードナーに郵送した。ガードナーは、ライスの成果をタイル張りの専門家であるドリス・シャットシュナイダーに伝えたが、シャットシュナイダーは当初ライスの発見に懐疑的であり、独自の表記法はヒエログリフのようで奇妙であると語った。しかし、その後シャットシュナイダーは丹念にライスの成果を検証し、その正しさを証明した。
同年12月にかけてライスは新たに2つの型を発見し、1977年12月には4つ目となる型を発見した。
ライスの発見は、『サイエンティフィック・アメリカン』には掲載されなかったが、1988年のコラム集に収録されたオリジナルコラムの補遺で紹介され、その中でガードナーはライスの発見を「素晴らしい業績である」と称えた。

## 新たに発見された4つの型
ライスによって発見された五角形の型は以下の4つである。
| Type 9                               | Type 11                                            | Type 12                                            | Type 13                                |
| ------------------------------------ | -------------------------------------------------- | -------------------------------------------------- | -------------------------------------- |
|                                      |                                                    |                                                    |                                        |
| b = c = d = e 2A + C = D + 2E = 360° | 2a + c = d = e A = 90°, 2B + C = 360° C + E = 180° | 2a = d = c + e A = 90°, 2B + C = 360° C + E = 180° | d = 2a = 2e B = E = 90°, 2A + D = 360° |

なお、その後も平面を敷き詰め可能な五角形の型は発見されており、これまでに15種類の型が報告されている。15番目の型は2015年にワシントン大学ボセル校のケイシー・マンらによって発見された。

## 評価
ライスの発見を普及させることに寄与したドリス・シャットシュナイダーは、ライスの研究を「アマチュア数学者による刺激的な発見である」と称賛した。
1995年にロサンゼルスで開催された全米数学協会の会議で、シャットシュナイダーは自らの講義にライス夫妻を招待した。講演の終盤に、シャットシュナイダーはタイル張り研究の発展に貢献したアマチュア数学者としてライスを紹介し、その場にいた全員がライスにスタンディングオベーションを送った。なお、ワシントンD.C.にある協会本部のロビーは、床のデザインにライスが発見した型が用いられている。